# La Petja
La Petja és una masia situada al municipi de Torà a la comarca del Solsonès. És un monument protegit com a Patrimoni Arquitectònic Català.

## Situació
La masia està situada a la carena de la Serra de Claret, a 734 metres d'altitud, en un indret on el pendent de la serra cap al nord se suavitza i facilita l'extensió dels camps de conreu. Per arribar-hi cal agafar la pista forestal que, des de Claret, ressegueix cap a l'est tota la carena de la serra fins a arribar al Santuari de Santa Maria de Pinós. La masia es troba als 2,6 km. aproximadament. La pista hi passa pel davant.

## Descripció
L'edifici principal consta de planta baixa, primer pis i zona de golfes. La façana principal s'orienta al sud-est. Al centre hi ha l'entrada principal de forma rectangular i amb llinda de pedra (amb data 1770) i porta de fusta de doble batent. A l'esquerra hi ha una altra entrada amb arc escarser. A la dreta de la porta principal, hi ha una petita finestra. A la planta següent, al centre hi ha un balcó amb barana de ferro, i una finestra a cada costat. A la darrera planta, al centre hi ha un balcó interior, i a cada costat, una finestra. A la façana sud-oest, hi ha dues petites obertures a la planta baixa. A la planta següent, hi ha dues finestres, la de la dreta amb ampit. A la darrera planta hi ha dues finestres. Adjunt a aquesta façana, es troba una petita construcció que pertany a un antic cup de vi, ara transformat en cisterna. A la façana nord-oest, hi ha una entrada que dona a la segona planta, té una petita coberta a sobre. A la seva esquerra hi ha una finestra. A la darrera planta hi ha una finestra al centre. A la façana nord-est, hi ha una petita finestra a la planta baixa, i dues de més grans a les posteriors. La coberta és de quatre vessants (les corresponents a cada façana), acabada amb teules.
Davant de la façana nord-est, hi ha un edifici que originalment tenia funció de corral i paller, i que actualment s'usa com a magatzem. A la façana sud-oest (la que dona davant de la casa), a la planta baixa a l'esquerra, hi ha una entrada amb arc rebaixat i, a la seva dreta, unes escales que porten a la planta següent on hi ha un porta de fusta. A la façana nord-oest, hi ha una entrada amb llinda de fusta i porta metàl·lica que dona a la segona planta. A la façana sud-est, hi ha una obertura que dona a la planta baixa, i una finestra a la darrera. A la façana nord-est, hi ha una porta estreta que dona a la planta baixa. La coberta és de dos vessants (sud-est, nord-oest) acabada amb teules. Davant d'aquest darrer, n'hi ha un altre edifici, que tenia funció d'estable. Té la coberta a dos vessants (nord-sud), acabada amb teules.

## Notícies històriques
La data aproximada seria cap al 1770, gràcies a la inscripció a la llinda, però pot tenir uns precedents més antics. Ha estat reformada recentment.

## Altres dades
El nom de la masia va lligat a la llegenda segons la qual els cavalls dels Sants Celdoni i Ermenter, fugint dels seus perseguidors, van saltar per damunt de la vall de Cellers, deixant l'empremta (la petja) de les seves peülles a la roca on van recolzar-se. Sobre aquesta roca, que es pot veure a uns 150 metres al sud-est de la masia, al marge del tros anomenat de l'Oratori, s'aixeca ara el Pilaret de la Petja, indret amb esplèndides vistes sobre la vall de Cellers, amb el seu Monestir de Sant Celdoni i Sant Ermenter.